# Andrea Huisgen
Andrea Huisgen Serrano (Barcellona, 22 giugno 1990) è una modella spagnola, eletta Miss Spagna nel 2011 e rappresentante della Spagna a Miss Universo 2012.
Nata e cresciuta a Barcellona, Andrea Huisgen al momento dell'elezione aveva ventuno anni, ed è riuscita ad ottenere il titolo venendo scelta fra le 52 candidate Adel concorso, che si è tenuto presso il Palacio de los Sueños a Siviglia. La Huisgen è stata incoronata dalla detentrice del titolo uscente, Paula Guilló.
In quanto rappresentante ufficiale per la Spagna, Andrea Huisgen parteciperà alla sessantunesima edizione del concorso di bellezza internazionale Miss Universo.